# Transeius sosninae
Transeius sosninae är en spindeldjursart som först beskrevs av Wainstein 1972.  Transeius sosninae ingår i släktet Transeius och familjen Phytoseiidae. Inga underarter finns listade i Catalogue of Life.